# Championnat de Belgique de football de quatrième division 1966-1967
Navigation
saison précédente saison suivante
Le Championnat de Belgique de football D4 1966-1967 est la quinzième édition du championnat de Promotion belge en tant que 4e niveau national.

## Clubs participants
Le nom des clubs est celui employés à l'époque. Les matricule renseignés en caractères gras existent encore en 2014-2015.

### Série A

#### Localisation – Série A
| \| Anvers: · K. Tubantia Borgerhout FC · K. Hoboken SK · K. SC Maccabi VA Abréviation: · F. = R. Fléron FC · à l'Est de Liège Anvers Burcht Puurs Duffel Schaerbeek SCUP Jette Momalle Ans Herve F. Eupen La Calamine Ferrières Bomal \| Localisation des clubs engagés en Promotion A 1966-1967 |
| Anvers: · K. Tubantia Borgerhout FC · K. Hoboken SK · K. SC Maccabi VA Abréviation: · F. = R. Fléron FC · à l'Est de Liège Anvers Burcht Puurs Duffel Schaerbeek SCUP Jette Momalle Ans Herve F. Eupen La Calamine Ferrières Bomal                                                               |

#### Participants Série A
| #  | Nom                                              | Mat. | Ville       | Stades           | Provinces  | En Prom depuis  | Total en Prom. | Saison précéd.              |
| -- | ------------------------------------------------ | ---- | ----------- | ---------------- | ---------- | --------------- | -------------- | --------------------------- |
| 1  | Royal Club Sportif de Schaerbeek                 | 55   | Schaerbeek  | Parc Josaphat    | Brabant    | 1966-1967 (1re) | 5 saisons      | Div. 3 - Série B, 15e       |
| 2  | Royal Herve Football Club                        | 32   | Herve       | ??               | Liège      | 1954-1955 (13e) | 13 saisons     | 4e Série B                  |
| 3  | Royal Fléron Football Club                       | 33   | Fléron      | ???              | Liège      | 1965-1966 (2e)  | 9 saisons      | 13e Série B                 |
| 4  | Koninklijke Tubantia Borgerhout Football Club    | 64   | Borgerhout  | Rivierenhof      | Anvers     | 1963-1964 (4e)  | 6 saisons      | 12e Série C                 |
| 5  | Koninklijke Sport-Club Maccabi Voetbal Antwerpen | 201  | Hoboken     | Karel Duboislaan | Anvers     | 1963-1964 (4e)  | 6 saisons      | 2e Série C                  |
| 6  | Koninklijke Football Club Duffel                 | 284  | Duffel      | ???              | Anvers     | 1962-1963 (5e)  | 8 saisons      | 11e Série C                 |
| 7  | Koninklijke Sportkring Hoboken                   | 285  | Hoboken     | Lumbeekstraat    | Anvers     | 1958-1959 (9e)  | 12 saisons     | 10e Série C                 |
| 8  | Royal Sporting Club Union & Progrès Jette        | 474  | Jette       | ???              | Brabant    | 1964-1965 (3e)  | 7 saisons      | 8e Série A                  |
| 9  | Royal Ans Football Club                          | 617  | Ans         | ??               | Liège      | 1963-1964 (4e)  | 13 saisons     | 10e Série B                 |
| 10 | Union Momalloise                                 | 2947 | Momalle     | ??               | Liège      | 1962-1963 (5e)  | 5 saisons      | 11e Série B                 |
| 11 | Puurs Excelsior Football Club                    | 3855 | Puurs       | ???              | Anvers     | 1965-1966 (2e)  | 2 saisons      | 5e Série C                  |
| 12 | Alliance Sportive Eupen                          | 4276 | Eupen       | Kehrweg          | Liège      | 1961-1962 (6e)  | 8 saisons      | 6e Série B                  |
| 13 | Royal Football Club Union La Calamine            | 526  | La Calamine | ???              | Liège      | 1966-1967 (1re) | 1 saison       | montant Prov. de Liège      |
| 14 | Koninklijke Voetbal Klub Waaslandia Burcht       | 557  | Burcht      | ???              | Anvers     | 1966-1967 (1re) | 6 saisons      | montant Prov. d'Anvers      |
| 15 | Bomal Football Club                              | 3205 | Bomal       | ???              | Luxembourg | 1966-1967 (1re) | 1 saison       | montant Prov. de Luxembourg |
| 16 | Union Sportive Ferrières                         | 3449 | Ferrières   | ???              | Liège      | 1966-1967 (1re) | 1 saison       | montant Prov. de Liège      |

### Série B
| #  | Nom                                               | Mat. | Ville        | Stades       | Provinces       | En Prom depuis  | Total en Prom. | Saison précéd.                   |
| -- | ------------------------------------------------- | ---- | ------------ | ------------ | --------------- | --------------- | -------------- | -------------------------------- |
| 1  | Royale Union Sportive Tournaisienne               | 26   | Tournai      | G. Horlait   | Hainaut         | 1962-1963 (5e)  | 6 saisons      | 8e Série D                       |
| 2  | Royal Football Club Renaisien                     | 46   | Renaix       | Parc Lagache | Fl. orientale   | 1965-1966 (2e)  | 2 saisons      | 12e Série D                      |
| 3  | Koninklijke Sportvereniging Blankenberge          | 48   | Blankenberge | ???          | Fl. occidentale | 1957-1958 (10e) | 10 saisons     | 13e Série D                      |
| 4  | Koninklijke Sport-Club Menen                      | 56   | Menin        | ??           | Fl. occidentale | 1956-1957 (11e) | 12 saisons     | 3e Série D                       |
| 5  | Koninklijke Sport Vereniging Oudenaarde           | 81   | Audenarde    | ???          | Fl. orientale   | 1965-1966 (2e)  | 7 saisons      | 2e Série D                       |
| 6  | Koninklijke Vereniging Cercle Sportif Yprois      | 100  | Ypres        | ???          | Fl. occidentale | 1961-1962 (6e)  | 12 saisons     | 7e Série D                       |
| 7  | Koninklijke Stade Kortrijk                        | 161  | Courtrai     | Weverstraat  | Fl. occidentale | 1963-1964 (4e)  | 5 saisons      | 5e Série D                       |
| 8  | Koninklijke Maatschappij Sport Kring Deinze       | 818  | Deinze       | ??           | Fl. orientale   | 1960-1961 (7e)  | 12 saisons     | 9e Série D                       |
| 9  | Koninklijke Football Club Meulebeke               | 1255 | Meulebeke    | ???          | Fl. occidentale | 1965-1966 (2e)  | 2 saisons      | 10e Série D                      |
| 10 | Koninklijke Football Club Scela Zele              | 1837 | Zele         | ??           | Fl. orientale   | 1956-1957 (11e) | 11 saisons     | 11e Série D                      |
| 11 | Sportkring Lebbeke                                | 2558 | Lebbeke      | ???          | Fl. orientale   | 1958-1959 (9e)  | 9 saisons      | 9e Série C                       |
| 12 | White Star Ieper                                  | 3070 | Ypres        | ???          | Fl. occidentale | 1962-1963 (5e)  | 5 saisons      | 4e Série D                       |
| 13 | Koninklijke Sportkring St-Paulus Opwijk           | 4013 | Opwijk       | ???          | Brabant         | 1963-1964 (4e)  | 4 saisons      | 13e Série C                      |
| 14 | Koninklijke Football Club Sporting St-Gillis/Waas | 4385 | St-Gillis/W. | ???          | Fl. orientale   | 1962-1963 (5e)  | 5 saisons      | 6e Série D                       |
| 15 | Koninklijke Racing Club Lokeren                   | 282  | Lokeren      | Daknam       | Fl. orientale   | 1966-1967 (1re) | 10 saisons     | montant Prov. de Fl. orientale   |
| 16 | Koninklijke Football Club Izegem                  | 935  | Izegem       | Gemeentelijk | Fl. occidentale | 1966-1967 (1re) | 2 saisons      | montant Prov. de Fl. occidentale |

#### Localisation – Série B
| \| Opwijk Lebbeke Zele Lokeren St-Gillis Audenarde Renaix Blankenberge VCS Ieper WS Ieper Tournai Deinze Menin Courtrai Meulebeke Izegem \| Localisation des clubs engagés en Promotion B 1966-1967 |
| Opwijk Lebbeke Zele Lokeren St-Gillis Audenarde Renaix Blankenberge VCS Ieper WS Ieper Tournai Deinze Menin Courtrai Meulebeke Izegem                                                               |

### Série C
| #  | Nom                                               | Mat. | Ville        | Stades    | Provinces | En Prom depuis  | Total en Prom. | Saison précéd.            |
| -- | ------------------------------------------------- | ---- | ------------ | --------- | --------- | --------------- | -------------- | ------------------------- |
| 1  | Verbroedering Mechelen-aan-de-Maas                | 5384 | Maasmechelen | ???       | Limbourg  | 1966-1967 (1re) | 4 saisons      | Div. 3 - Série A, 16e     |
| 2  | Royal Stade Louvaniste                            | 18   | Louvain      | Den Dreef | Brabant   | 1952-1953 (9e)  | 9 saisons      | 7e Série C                |
| 3  | Cappellen Football Club Koninklijke Maatschapij   | 43   | Kapellen     | ???       | Anvers    | 1961-1962 (6e)  | 12 saisons     | 8e Série C                |
| 4  | Koninklijke Tongerse Sportvereniging Cercle       | 54   | Tongres      | ???       | Limbourg  | 1964-1965 (3e)  | 5 saisons      | 12e Série B               |
| 5  | Koninklijke Patria Football Club Tongeren         | 73   | Tongres      | ??        | Limbourg  | 1955-1956 (11e) | 11 saisons     | 2e Série B                |
| 6  | Koninklijke Daring Club Leuven                    | 223  | Kessel-Lo    | ???       | Brabant   | 1964-1965 (3e)  | 3 saisons      | 6e Série C                |
| 7  | Koninklijke Football club Verbroedering Geel      | 395  | Geel         | ???       | Anvers    | 1962-1963 (5e)  | 5 saisons      | 8e Série B                |
| 8  | Koninklijke Football Club Lentezon Beerse         | 599  | Beerse       | ???       | Anvers    | 1965-1966 (2e)  | 2 saisons      | 4e Série C                |
| 9  | Koninklijke Football Club Moedige Duivels Halen   | 1051 | Halen        | ???       | Limbourg  | 1965-1966 (2e)  | 2 saisons      | 7e Série B                |
| 10 | Koninklijke Helzold Football Club Zolder          | 1488 | Zolder       | ??        | Limbourg  | 1964-1965 (4e)  | 11 saisons     | 3e Série B                |
| 11 | Witgoor Sport Dessel                              | 2065 | Dessel       | ???       | Anvers    | 1961-1962 (6e)  | 6 saisons      | 9e Série B                |
| 12 | Hoogstraten Voetbal Vereniging                    | 2366 | Hoogstraten  | Seminarie | Anvers    | 1964-1965 (3e)  | 3 saisons      | 3e Série C                |
| 13 | Sporting Alken                                    | 3916 | Alken        | ???       | Limbourg  | 1964-1965 (3e)  | 3 saisons      | 5e Série B                |
| 14 | Koninklijke Voetbal Vereniging Looi Sport         | 565  | Tessenderlo  | ???       | Limbourg  | 1966-1967 (1re) | 7 saisons      | montant Prov. de Limbourg |
| 15 | Koninklijke Football Club De Sportvrienden Nijlen | 1065 | Nijlen       | ???       | Anvers    | 1966-1967 (1re) | 7 saisons      | montant Prov. d'Anvers    |
| 16 | Koninklijke Olympia Sporting Club Wijgmaal        | 1349 | Wijgmaal     | ???       | Brabant   | 1966-1967 (1re) | 1 saison       | montant Prov. de Brabant  |

#### Localisation – Série C
| \| Cappellen Hoogstraten Beerse St. Louvain Daring L. Wijgmaal Nijlen Dessel Geel Helzold Looi Halen Alken V. Mechelen-a/d-M. Patria Tongres Tongres Cercle \| Localisation des clubs engagés en Promotion C 1966-1967 |
| Cappellen Hoogstraten Beerse St. Louvain Daring L. Wijgmaal Nijlen Dessel Geel Helzold Looi Halen Alken V. Mechelen-a/d-M. Patria Tongres Tongres Cercle                                                               |

### Série D
| #  | Nom                                         | Mat. | Ville              | Stades             | Provinces  | En Prom depuis  | Total en Prom. | Saison précéd.           |
| -- | ------------------------------------------- | ---- | ------------------ | ------------------ | ---------- | --------------- | -------------- | ------------------------ |
| 1  | Royal Football La Rhodienne                 | 6    | Rhode-Saint-Genèse | Wauterbos          | Brabant    | 1966-1967 (1re) | 10 saisons     | Div. 3 - Série B, 16e    |
| 2  | Royale Union Hutoise Football Club          | 76   | Huy                | ???                | Liège      | 1966-1967 (1re) | 14 saisons     | Div. 3 - Série A, 15e    |
| 3  | Royal Uccle Sport                           | 15   | Uccle              | Chée de Neerstalle | Brabant    | 1965-1966 (2e)  | 2 saisons      | 2e Série A               |
| 4  | Royal Ixelles Sporting Club                 | 42   | Ixelles            | ??                 | Brabant    | 1961-1962 (6e)  | 10 saisons     | 11e Série A              |
| 5  | Royal Cercle Sportif Brainois               | 75   | Braine-l'Alleud    | ???                | Brabant    | 1963-1964 (4e)  | 9 saisons      | 9e Série A               |
| 6  | Royale Jeunesse Arlonaise                   | 143  | Arlon              | Beau Site          | Luxembourg | 1963-1964 (4e)  | 8 saisons      | 10e Série A              |
| 7  | Royal Excelsior Sporting Club Virton        | 200  | Virton             | Faubourg d'Arival  | Luxembourg | 1960-1961 (7e)  | 7 saisons      | 12e Série A              |
| 8  | Royal Sporting Club Athusien                | 254  | Athus              | ???                | Luxembourg | 1965-1966 (2e)  | 10 saisons     | 6e Série A               |
| 9  | Royale Association Marchiennoise des Sports | 278  | Marchienne         | stade communal     | Hainaut    | 1959-1960 (8e)  | 8 saisons      | 3e Série A               |
| 10 | Royal Cercle Sportif Andennais              | 307  | Andenne            | Julien Pappa       | Namur      | 1961-1962 (6e)  | 13 saisons     | 7e Série A               |
| 11 | Léopold Club Bastogne                       | 2263 | Bastogne           | ???                | Luxembourg | 1964-1965 (3e)  | 10 saisons     | 5e Série A               |
| 12 | Football Club Overijse                      | 3028 | Overijse           | ???                | Brabant    | 1965-1966 (2e)  | 2 saisons      | 4e Série A               |
| 13 | Football Club Farciennes                    | 4776 | Farciennes         | ???                | Hainaut    | 1964-1965 (3e)  | 3 saisons      | 13e Série A              |
| 14 | Royal Ham Football Club                     | 149  | Ham-s/Sambre       | ???                | Namur      | 1966-1967 (1re) | 4 saisons      | montant Prov. de Namur   |
| 15 | Bosquetia Football Club Frameries           | 2715 | Frameries          | ???                | Hainaut    | 1966-1967 (1re) | 1 saison       | montant Prov. de Hainaut |
| 16 | Football Club Denderzonen Pamel             | 4184 | Pamel              | ???                | Brabant    | 1966-1967 (1re) | 6 saisons      | montant Prov. de Brabant |

#### Localisation – Série D
| \| Pamel Uccle Ixelles La Rhodienne Overijse Braine Frameries Marchienne Farciennes Ham Andenne Huy Arlon Virton Bastogne Athus \| Localisation des clubs engagés en Promotion D 1966-1967 |
| Pamel Uccle Ixelles La Rhodienne Overijse Braine Frameries Marchienne Farciennes Ham Andenne Huy Arlon Virton Bastogne Athus                                                               |

## Classements & Résultats
- Le nom des clubs est celui employé à l'époque

Légende
- Clubs champions et promus en Division 3 la saison suivante
- Clubs relégués en Première provinciale la saison suivante

Abréviations
 : Clubs relégués de « Division 3 » depuis la saison précédente 
: Clubs promus de Première provinciale depuis la saison précédente

### Classement final - Série A
| Rang | Équipe                          | Pts | J  | G  | N | P  | Bp | Bc | Diff |
| ---- | ------------------------------- | --- | -- | -- | - | -- | -- | -- | ---- |
| 1    | PUURS EXCELSIOR FC              | 46  | 30 | 19 | 8 | 3  | 86 | 34 | +52  |
| 2    | R. Herve FC                     | 41  | 30 | 17 | 7 | 6  | 60 | 37 | +23  |
| 3    | US Ferrières                    | 39  | 30 | 15 | 9 | 6  | 65 | 38 | +27  |
| 4    | K. SC Maccabi Voetbal Antwerpen | 38  | 30 | 15 | 8 | 7  | 57 | 35 | +22  |
| 5    | R. SCUP Jette                   | 33  | 30 | 13 | 7 | 10 | 45 | 40 | +5   |
| 6    | K. FC Waaslandia Burcht         | 32  | 30 | 13 | 6 | 11 | 51 | 43 | +8   |
| 7    | R. FC Union La Calamine         | 32  | 30 | 12 | 8 | 10 | 55 | 54 | +1   |
| 8    | AS Eupen                        | 31  | 30 | 14 | 3 | 13 | 51 | 54 | -3   |
| 9    | K. Tubantia Borgerhout FC       | 31  | 30 | 12 | 7 | 11 | 44 | 46 | -2   |
| 10   | K. SK Hoboken                   | 30  | 30 | 11 | 8 | 11 | 50 | 49 | +1   |
| 11   | K. FC Duffel                    | 27  | 30 | 9  | 9 | 12 | 38 | 51 | -13  |
| 12   | Union Momalloise                | 26  | 30 | 12 | 2 | 16 | 59 | 66 | -7   |
| 13   | R. CS Schaerbeek                | 25  | 30 | 9  | 7 | 14 | 38 | 45 | -7   |
| 14   | R. Fléron FC                    | 25  | 30 | 8  | 9 | 13 | 29 | 54 | -25  |
| 15   | R. Ans FC                       | 13  | 30 | 4  | 5 | 21 | 34 | 73 | -39  |
| 16   | Bomal FC                        | 11  | 30 | 3  | 5 | 22 | 21 | 64 | -43  |

### Classement final - Série B
| Rang | Équipe                       | Pts | J  | G  | N  | P  | Bp | Bc | Diff |
| ---- | ---------------------------- | --- | -- | -- | -- | -- | -- | -- | ---- |
| 1    | K. SV OUDENAARDE             | 45  | 30 | 18 | 9  | 3  | 56 | 20 | +36  |
| 2    | R. US Tournaisienne          | 40  | 30 | 19 | 2  | 9  | 57 | 37 | +20  |
| 3    | K. SC Menen                  | 38  | 30 | 16 | 6  | 8  | 54 | 32 | +22  |
| 4    | K. Vereniging CS Yprois      | 37  | 30 | 14 | 9  | 7  | 47 | 28 | +19  |
| 5    | K. FC Izegem                 | 36  | 30 | 15 | 6  | 9  | 48 | 40 | +8   |
| 6    | KM SK Deinze                 | 35  | 30 | 15 | 5  | 10 | 44 | 36 | +8   |
| 7    | K. SV Blankenberge           | 35  | 30 | 14 | 7  | 9  | 34 | 29 | +5   |
| 8    | K. FC Scela Zele             | 30  | 30 | 11 | 8  | 11 | 46 | 39 | +7   |
| 9    | FC Sporting Sint-Gillis/Waas | 30  | 30 | 9  | 12 | 9  | 32 | 32 | 0    |
| 10   | K. Stade Kortrijk            | 29  | 30 | 12 | 5  | 13 | 43 | 41 | +2   |
| 11   | SK Lebbeke                   | 26  | 30 | 8  | 10 | 12 | 36 | 36 | 0    |
| 12   | K. FC Meulebeke              | 24  | 30 | 10 | 4  | 16 | 45 | 45 | 0    |
| 13   | SK Sint-Paulus Opwijk        | 24  | 30 | 7  | 10 | 13 | 31 | 49 | -18  |
| 14   | R. FC Renaisien              | 18  | 30 | 7  | 4  | 19 | 28 | 74 | -46  |
| 15   | White Star Ieper             | 17  | 30 | 4  | 9  | 17 | 28 | 54 | -26  |
| 16   | K. RC Lokeren                | 16  | 30 | 3  | 4  | 18 | 26 | 63 | -37  |

### Classement final - Série C
| Rang | Équipe                      | Pts | J  | G  | N  | P  | Bp | Bc | Diff |
| ---- | --------------------------- | --- | -- | -- | -- | -- | -- | -- | ---- |
| 1    | K. OLYMPIA SC WIJGMAAL      | 40  | 30 | 15 | 10 | 5  | 46 | 29 | +17  |
| 2    | K. Tongerse SV Cercle       | 39  | 30 | 14 | 11 | 5  | 47 | 34 | +13  |
| 3    | K. VV Looi Sport            | 36  | 30 | 13 | 10 | 7  | 40 | 31 | +9   |
| 4    | K. Helzold FC Zolder        | 35  | 30 | 13 | 9  | 8  | 52 | 51 | +1   |
| 5    | VV Hoogstraten              | 33  | 30 | 14 | 5  | 11 | 59 | 40 | +19  |
| 6    | K. FC Lentezon Beerse       | 32  | 30 | 10 | 12 | 8  | 38 | 33 | +5   |
| 7    | R. Stade Louvaniste         | 31  | 30 | 12 | 7  | 11 | 45 | 36 | +9   |
| 8    | K. Patria FC Tongeren       | 31  | 30 | 11 | 9  | 10 | 38 | 39 | -1   |
| 9    | K. FC Moedige Duivels Halen | 30  | 30 | 12 | 6  | 12 | 51 | 54 | -3   |
| 10   | Sporting Alken              | 28  | 30 | 10 | 8  | 12 | 42 | 39 | +3   |
| 11   | K. FC SV Nijlen             | 28  | 30 | 10 | 8  | 12 | 47 | 55 | -8   |
| 12   | K. FC Verbroedering Geel    | 27  | 30 | 10 | 7  | 13 | 35 | 41 | -6   |
| 13   | FC Witgoor Sport Dessel     | 27  | 30 | 9  | 9  | 12 | 42 | 39 | +3   |
| 14   | Verbr. Mechelen a/d Maas    | 27  | 30 | 9  | 9  | 12 | 26 | 39 | -13  |
| 15   | K. Daring Club Leuven       | 18  | 30 | 6  | 6  | 18 | 23 | 49 | -26  |
| 16   | Cappellen FC KM             | 18  | 30 | 6  | 6  | 18 | 37 | 59 | -22  |

#### Test match pour désigner le3edescendant- Série C
Deux formations terminent, à la 13e place, à égalité de points et de victoires, un test-match est organisé pour les départager. La rencontre se déroule sur le terrain du K.FC Diest.
| Match                                                 | Résultat |
| ----------------------------------------------------- | -------- |
| Witgoor Sport Dessel - Verbr. Mechelen-aan-de-Maas () | 1-0      |
| Verbr. Mechelen-aan-de-Maas () relégué                |          |

### Classement final - Série D
| Rang | Équipe                                  | Pts | J  | G  | N  | P  | Bp | Bc | Diff |
| ---- | --------------------------------------- | --- | -- | -- | -- | -- | -- | -- | ---- |
| 1    | R. ASSOCIATION MARCHIENNOISE DES SPORTS | 48  | 30 | 21 | 6  | 3  | 71 | 28 | +43  |
| 2    | Léopold Club Bastogne                   | 41  | 30 | 17 | 7  | 6  | 74 | 42 | +32  |
| 3    | R. Uccle Sport                          | 40  | 30 | 16 | 8  | 6  | 62 | 34 | +28  |
| 4    | FC Overijse                             | 39  | 30 | 16 | 7  | 7  | 54 | 27 | +27  |
| 5    | FC Farciennes                           | 36  | 30 | 13 | 10 | 7  | 45 | 44 | +1   |
| 6    | R. SC Athusien                          | 32  | 30 | 13 | 6  | 11 | 48 | 46 | +2   |
| 7    | Bosquetia FC Frameries                  | 31  | 30 | 10 | 11 | 9  | 52 | 50 | +2   |
| 8    | R. FC La Rhodienne                      | 28  | 30 | 10 | 8  | 12 | 35 | 46 | -11  |
| 9    | R. Jeunesse Arlonaise                   | 27  | 30 | 11 | 5  | 14 | 50 | 55 | -5   |
| 10   | R. Excelsior Virton                     | 26  | 30 | 12 | 2  | 16 | 64 | 58 | +6   |
| 11   | FC Denderzonen Pamel                    | 26  | 30 | 11 | 4  | 15 | 56 | 58 | -2   |
| 12   | R. Union Hutoise FC                     | 25  | 30 | 7  | 11 | 12 | 43 | 44 | -1   |
| 13   | R. CS Brainois                          | 24  | 30 | 10 | 4  | 16 | 34 | 53 | -19  |
| 14   | R. Ixelles SC                           | 20  | 30 | 7  | 6  | 17 | 41 | 61 | -20  |
| 15   | R. Ham FC                               | 19  | 30 | 7  | 5  | 18 | 40 | 88 | -48  |
| 16   | R. CS Andennais                         | 18  | 30 | 6  | 6  | 18 | 44 | 69 | -25  |

#### Tournoi pour désigner le «Champion de Promotion»
Le mini-tournoi organisé pour désigner le « Champion de Promotion » se déroule en deux phases. Les quatre champions s'affrontent lors de « demi-finales aller/retour ». Selon le règlement de l'époque, ni la différence de buts, ni les buts inscrits en déplacement ne sont prépondérants. Si chaque équipe remporte une manche, un barrage est organisé. La finale est prévue en une manche avec un « replay » en cas d'égalité.
| Dates                       | Domicile                         | Déplacement                      | Résultat | Remarques |
| --------------------------- | -------------------------------- | -------------------------------- | -------- | --------- |
| 6 mai 1967                  | K. SV Oudenaarde                 | R. Ass. Marchiennoise des Sports | 1-1      |           |
| 13 mai 1967                 | R. Ass. Marchiennoise des Sports | K. SV Oudenaarde                 | -        |           |
| 7 mai 1967                  | Puurs Excelsior FC               | K. Olympia SC Wijgmaal           | 5-0      |           |
| 14 mai 1967                 | K. Olympia SC Wijgmaal           | Puurs Excelsior FC               | -        |           |
| 21 mai 1967                 | Puurs Excelsior FC               | K. SV Oudenaarde                 | -        |           |
| PUURS EXCELSIOR FC champion |                                  |                                  |          |           |

Précisons que ce mini-tournoi n'a qu'une valeur honorifique et n'influe pas sur la montée. Les quatre champions de série sont promus.

## Récapitulatif de la saison
- Champion A: Puurs Excelsior FC 1er titre en Promotion (D4)
- Champion B: K. SV Oudenaarde 1er titre en Promotion (D4)
- Champion C: K. Olympia SC Wijgmaal 1er titre en Promotion (D4)
- Champion D: R. Ass. Marchiennoise des Sp. 1er titre en Promotion (D4)
- Neuvième titre de Promotion (D4) pour la Province d'Anvers
- Treizième titre de Promotion (D4) pour la Province de Brabant
- Neuvième titre de Promotion (D4) pour la Province de Flandre orientale
- Septième titre de Promotion (D4) pour la Province de Hainaut

| Région flamande (33)            | Région flamande (33) | Province de Brabant (12)     | Province de Brabant (12) | Région wallonne (19)   | Région wallonne (19) |
| ------------------------------- | -------------------- | ---------------------------- | ------------------------ | ---------------------- | -------------------- |
| Province d'Anvers               | 12                   | Région de Bruxelles-Capitale | 4                        | Province de Hainaut    | 4                    |
| Province de Flandre-Occidentale | 7                    | Province du Brabant flamand  | 7                        | Province de Liège      | 8                    |
| Province de Flandre-Orientale   | 7                    | Province du Brabant wallon   | 1                        | Province de Luxembourg | 5                    |
| Province de Limbourg            | 7                    |                              |                          | Province de Namur      | 2                    |

1. ↑  Au niveau footballistique, la province de Brabant est toujours unitaire malgré sa partition territoriale en 1995.

### Admission en D3 / Relégation de D3
Les quatre champions (Audenarde, Marchienne, Puurs et Wijgmaal) sont promus en Division 3, d'où sont relégués l'UBS Auvelais, Kortrijk Sport, Voorwaarts Tirlemont et Wavre Sport.

#### Relégations vers les séries provinciales
12 clubs sont relégués vers le 5e niveau désormais appelé « Première provinciale ».
| Clubs                                |   | Provinces                       |
| ------------------------------------ | - | ------------------------------- |
| Cappellen FC KM                      | ⇒ | Province d'Anvers               |
| R. Ixelles SC, K. Daring Club Leuven | ⇒ | Province de Brabant             |
| White Star Ieper                     | ⇒ | Province de Flandre-Occidentale |
| K. RC Lokeren, R. FC Renaisien       | ⇒ | Province de Flandre-Orientale   |
|                                      | ⇒ | Province de Hainaut             |
| R. Ans FC, R. Fléron FC              | ⇒ | Province de Liège               |
| >Verbr. Mechelen-a/d-Maas            | ⇒ | Province de Limbourg            |
| R. Bomal FC                          | ⇒ | Province de Luxembourg          |
| R. CS Andennais, R. Ham FC           | ⇒ | Province de Namur               |

#### Montées depuis les séries provinciales
Douze clubs sont admis en « Promotion » (4e niveau) depuis le 5e niveau désormais appelé « Première provinciale ».
| Provinces                       | Montant                                       |
| ------------------------------- | --------------------------------------------- |
| Province d'Anvers               | FC Verbroedering Meerhout, K. FC Dessel Sport |
| Province de Brabant             | R. CS La Forestoise, K. SC Grimbergen         |
| Province de Flandre-Occidentale | FC Sportverbroedering Wevelgem                |
| Province de Flandre-Orientale   | Standaard FC Lokeren1                         |
| Province de Hainaut             | R. SC Boussu-Bois                             |
| Province de Liège               | AS Herstalienne SR, R. Dolhain FC             |
| Province de Limbourg            | K. FC Lommelse SK                             |
| Province de Luxembourg          | R. CS Halanzy                                 |
| Province de Namur               | R. Dinant FC                                  |

1 Standaard FC Lokeren est reconnu « Société Royale » et adapte son appellation en vue de la saison suivante: K. Standaard FC Lokeren.

## Débuts en Promotion et en Séries nationales
Cinq clubs apparaissent pour la première en Promotion (D4) et par la même occasion en séries nationales.
- K. Olympia SC Wijgmaal 37e club brabançon différent à évoluer à ce niveau. - 55e en nationale.
- Bosquetia FC Frameries 19e club hennuyer différent à évoluer à ce niveau. - 32e en nationale.
- R. FC Union La Calamine, US Ferrières 25e et 26e clubs liégeois différents à évoluer à ce niveau. - 41e et 42e en nationale.
- Bomal FC 9e club luxembourgeois différent à évoluer à ce niveau. - 13e en nationale.

187 clubs différents ont évolué en Promotion (D4).

## Changement d'appellation
À la fin de cette saison, le R. Stade Louvaniste (matricule 18) change son appellation pour adopter une dénomination en néerlandais, et devient le K. Stade Leuven.
Ce changement d'appellation se trouve dans la logique des revendications communautaires qui agitent la Belgique à cette époque, dont l'épisode du "Walen buiten !" (Wallons dehors !)